# Campeonato Pan-Americano de Seleções de Hóquei em Patins
O Campeonato Pan-Americano de Seleções de Hóquei em Patins é uma competição de Hóquei em Patins disputada pelas seleções nacionais do continente Americano. Esta competição é organizada pelo World Skate America – Rink Hockey. De acordo com algumas regras decretadas pelo World Skate os apuramentos, à semelhança de outras modalidades, passam a ser garantidos através de eliminatórias continentais. Qualifica para os Jogos Mundiais de Patinagem. Em 2018, adotou a designação atual (chamava-se Campeonato Sul-Americano de Seleções de Hóquei em Patins).

## Resultados masculinos

### Tabela das medalhas
| Ordem | País           | Medalha de ouro | Medalha de prata | Medalha de bronze | Total |
| ----- | -------------- | --------------- | ---------------- | ----------------- | ----- |
| 1     | Argentina      | 8               | 0                | 0                 | 8     |
| 2     | Brasil         | 1               | 0                | 0                 | 1     |
| 2     | Estados Unidos | 1               | 0                | 0                 | 1     |
| 4     | Chile          | 0               | 1                | 0                 | 1     |
| 5     | Colômbia       | 0               | 0                | 1                 | 1     |

## Resultados femininos

### Tabela das medalhas
| Ordem | País           | Medalha de ouro | Medalha de prata | Medalha de bronze | Total |
| ----- | -------------- | --------------- | ---------------- | ----------------- | ----- |
| 1     | Chile          | 1               | 0                | 0                 | 1     |
| 2     | Uruguai        | 0               | 1                | 0                 | 1     |
| 3     | Argentina      | 0               | 0                | 0                 | 0     |
| 3     | Brasil         | 0               | 0                | 0                 | 0     |
| 3     | Estados Unidos | 0               | 0                | 0                 | 0     |
| 3     | Colômbia       | 0               | 0                | 0                 | 0     |